# 施延
施延（?—?），字君子，沛国蕲县（今安徽省宿州市南）人，东汉政治人物。
施延年轻时聪慧好学，通晓五经、天文。汉和帝时施延任侍中，宫中后妃争权，汉安帝想要废太子刘保，施延和太仆来历上书，认为太子无辜，不该废黜。刘保后来即位为汉顺帝。于是任命他为大鸿胪。阳嘉二年（133年）八月初一，代庞参任太尉。阳嘉四年（135年）四月初五，因为主持选官受贿徇私，被罢官免职。死时七十六岁。

## 後裔
- 施然，後為朱治養子而改姓朱，三國時期東吳將領。